# Kuklówka Radziejowicka
Kuklówka Radziejowicka – wieś w Polsce położona w województwie mazowieckim, w powiecie żyrardowskim, w gminie Radziejowice. Ma status sołectwa. Leży nad rzeką Pisią Tuczną. Najstarsze wzmianki dotyczące wsi pochodzą z 1452 roku. Rzeka nazywała się najpierw Petrykoską, potem Kuklówką, a od 1533 r. Tuczną od młynarza Stanisława Thuczny.
| SIMC    | Nazwa     | Rodzaj    |
| ------- | --------- | --------- |
| 0735351 | Dobiegała | część wsi |

W latach 1975–1998 miejscowość administracyjnie należała do województwa skierniewickiego.
Na terenie wsi znajduje się Szkoła Podstawowa im. Józefa Chełmońskiego z izbą pamięci. Szkoła wybudowana w latach 1952-1956 r. w stylu wiejskiego realizmu socjalistycznego. W szkole znajdowała się tablica pamiątkowa ku czci czeskiego partyzanta Gwardii Ludowej Jerzego Niedoszyńskiego ps. "Pepik", poległego w walce z Niemcami w lipcu 1943 roku. Koło szkoły znajdował się ponad stuletni przydrożny krzyż dębowy rozebrany w 2008 r. Z wsią związany był Jan Siwiec działacz społeczny, poseł na sejm II Rzeczypospolitej i Przewodniczący Związku Powiatów II R.P.

Pomiędzy Kuklówką Radziejowicką a Kuklówką Zarzeczną, na rzece Pisi Tucznej spiętrzony był staw, którego wody napędzały młyn należący do rodziny Nidzińskich. Młyn w ramach restrykcji okupantów niemieckich został spalony w 1941 roku. Po stawie pozostały fragmenty grobli i betonowy jaz. Wieś na wschodnim krańcu graniczyła z młynem Dobiegała, należącym do rodziny Golianów. Młyn również był zlokalizowany na rzece Pisi Tucznej.
Szlaki piesze
- Grzegorzewice (stacja PKP) – Skuły/Bartoszówka – Kuklówka Zarzeczna i Radziejowicka – Jaktorów. Szlak szczególnie atrakcyjny wczesną wiosną. W tym okresie na wysokości Wólki Brzozokalskiej i Adamowa widoczne są z wąwozu Pisi Tucznej pomniki przyrody.